# Ривьер (Па-де-Кале)
Ривьер (фр. Rivière) — коммуна во Франции, регион О-де-Франс, департамент Па-де-Кале, округ Аррас, кантон Авен-ле-Конт, в 10 км к юго-западу от Арраса. Расположена на пересечении автодорог D30 и D34, на берегу речки Креншон, притока Скарпа.
Население (2017) — 1 121 человек.

## Экономика
Уровень безработицы (2017) — 7,1 % (Франция в целом — 13,4 %, департамент Па-де-Кале — 17,2 %). 

Среднегодовой доход на 1 человека, евро (2017) — 24 250 (Франция в целом — 21 110, департамент Па-де-Кале — 18 610).

## Демография
Динамика численности населения, чел.

## Администрация
Администрацию Ривьера с 2020 года возглавляет Габриэль Бертен (Gabriel Bertein). На муниципальных выборах 2020 года возглавляемый им список одержал победу в 1-м туре, получив 55,62 % голосов.

## Галерея
- Шато де Гровиль XVIII века
- Церковь Святого Ведаста

1. 1 2  база данных о французских коммунах — Национальный географический институт Франции, 2015.